# Макарино (Полистовское)
Макарино — деревня в Бежаницком районе Псковской области. Входит в состав сельского поселения муниципальное образование «Полистовское».
Расположена в 4 км южнее озера Цевло, на берегу впадающей в него речки Макаринка, в 33 км к северо-востоку от райцентра Бежаницы и в 3 км к югу от деревни Цевло.
Численность населения деревни по оценке на 2000 год составляла 13 жителей, по данным переписи населения 2002 года — 11 жителей.
До 3 июня 2010 года деревня входила в состав ныне упразднённой Цевельской волости.